# Avionske nesreće
Serijal Avionske nesreće (Mayday, u Velikoj Britaniji, Australiji i Aziji poznat i kao Air Crash Investigation(s), a u Sjedinjenim Američkim Državama kao Air Emergency i Air Disasters) je dokumentarni televizijski program kanadske TV-kuće Cineflix koji se bavi istraživanjem avionskih nesreća. Mayday koristi istorijske izvore, intervjue i kompjuterski generisanu grafiku i slike kako bi se rekonstruisali uzroci avionskih nesreća. Avijatičarski eksperti, penzionisani piloti i islednici mesta nesreće objašnjavaju kako je do nesreće došlo i kako je ona mogla biti izbegnuta. 
Emitovanje serijala je počelo 13. avgusta 2008. sa budžetom od 2.500.000 kanadskih dolara. Emituje se u 144 zemlje na 26 jezika. 
Serijal Avionske nesreće se u Srbiji emituje od 2008. na kablovskom kanalu енгл. National geographic, a od 4. marta 2013. i na Prvoj srpskoj Televiziji, pod imenom Nesreće u vazduhu.

## Opis
Kako bi se rekonstruisao događaj, u serijalu se koriste intervjui, svedočenja, kompjuterski generisane slike i zapisi iz crnih kutija. U svim epizodama koje opisuju nesreće u kojima je bilo preživelih učesnika, učestvuju stvarni putnici i članovi posade, koje u dramskom prikazu događaja igraju profesionalni glumci. U svakoj se epizodi sve do trenutka nesreće verno prate događanja u pilotskoj kabini, kontrolnom tornju, u putničkoj kabini aviona kao i izvan nje. Prikazane su reakcije putnika, posade i kontrole leta. Sve scene u pilotskoj kabini i kontroli leta kreirane su na osnovu zapisa iz snimača glasa i drugih dostupnih izvora.
Intervjuisani su rođaci i prijatelji nastradalih. Svoje viđenje nesreća i incidenata daju avijatičarski eksperti, penzionisani kapetani i islednici mesta nesreća.

## Epizode
Serijal ukupno ima 90 epizoda. Emitovanje trinaest epizoda 12. sezone počelo je 3. avgusta 2012.